# Manobra de flanco

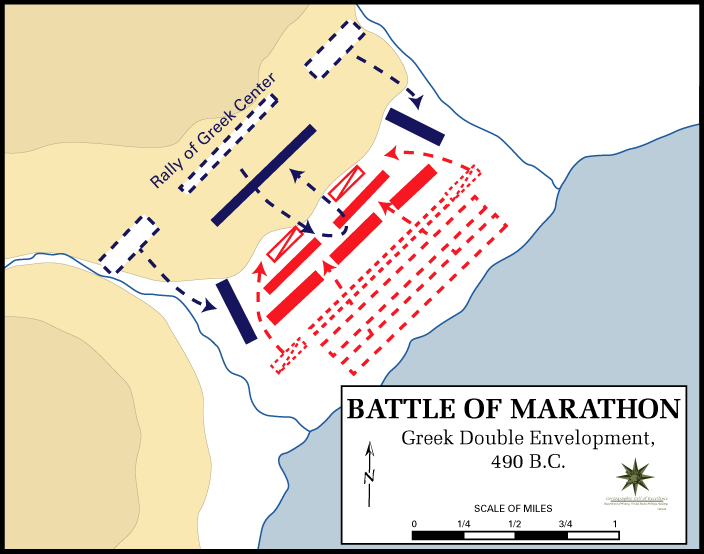
O movimento de flanco dos gregos (em azul) contra os persas na Batalha de Maratona.

A manobra de flanco é uma tática militar ofensiva que visa contornar as alas das posições inimigas atacando os seus flancos (lados) ou a sua retaguarda.

## Vantagens
Algumas das possibilidades oferecidas pela manobra de flanco são:
- Evitar as defesas principais do inimigo.
- Possibilidade de concentrar forças apenas sobre a fração das tropas inimigas que está no flanco atacado.
- Possibilidade de causar surpresa tática.
- Possibilidade de isolar o inimigo da sua retaguarda, interrompendo as suas linhas de comunicações e o influxo de provisões e de reforços.
- Possibilidade de cortar as vias de retirada do inimigo, evitando que este escape.

Assaltando as posições inimigas lateralmente, o atacante abre a possibilidade de utilizar o fogo enfiado e de rolar o flanco do defensor.

## Riscos
Havendo equilíbrio de forças, a manobra de flanco é uma opção tática que acarreta riscos significativos para o atacante. Para evitar a exposição da sua própria retaguarda e para não revelar as suas intenções, o atacante é geralmente obrigado a dividir as suas forças, utilizando uma parte na manobra de flanco, enquanto outra permanece bloqueando a frente do oponente. Isso contraria o princípio de concentração de forças, dando a um inimigo bem preparado a chance de combater cada grupo em separado.
Adicionalmente, as tropas empregadas na manobra de flanco são obrigadas a separarem-se da sua própria retaguarda, arriscando-se a terem as suas linhas de retirada bloqueadas.

## Medidas de defesa contra manobra de flanco

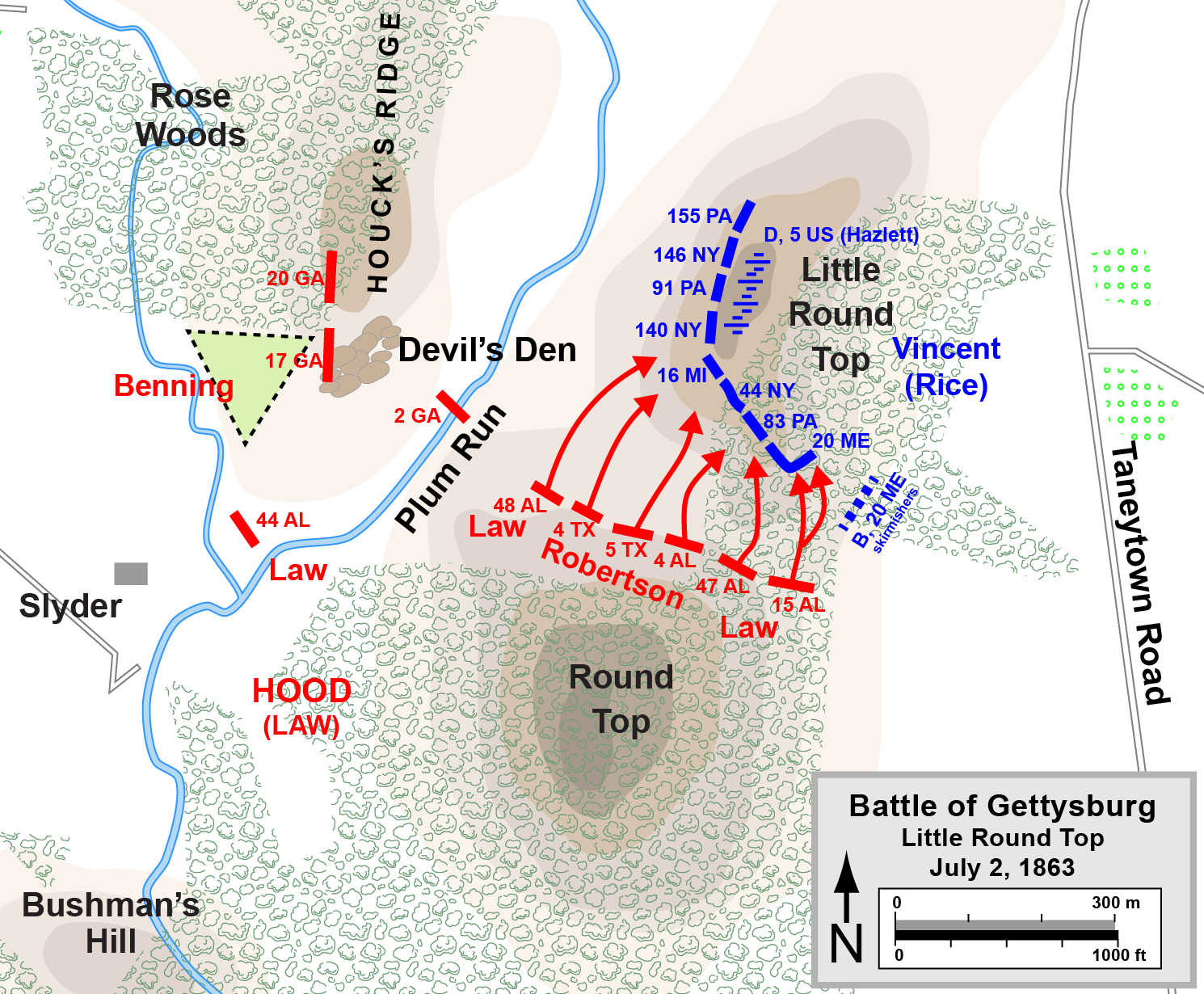
Batalha de Gettysburg, assalto final ao Little Round Top. Em vermelho, divisão confederada de John Bell Hood. Em azul, a brigada federal de Strong Vincent. Os confederados do 15th Alabama realizam a manobra de flanco. Os federais do 20th Maine recusam o flanco com sucesso, formando um ângulo na sua linha defensiva.

Os comandantes militares dispõem de algumas medidas preventivas que podem evitar ou diminuir a eficácia de um ataque de flanco. Esses incluem:
- Estabelecer postos de observação e lançar patrulhas para receber alerta tempestivo do ataque.
- "Ancorar" os flancos em obstáculos naturais, como montanhas e rios. O trabalho do atacante será muito mais difícil se tiver que realizar o assalto montanha acima, ou atravessando um curso de água.
- Manter tropas de reserva à retaguarda, prontas para reforçar o flanco atacado.
- Dispor as defesas em profundidade, e não todas alocadas numa única linha.
- Preparar posições defensivas secundárias, atrás das linhas de defesa principais, para as quais possa recuar se as defesas principais não puderem sustentar-se.
- Preparar posições de defesa na lateral das alas, específicas para enfrentar o flanqueamento.
- Simplesmente alocar mais tropas e armas para os flancos.

Uma vez com o flanco sob ataque, o comandante defensor tem várias opções táticas. Algumas delas são:
- Mudar parcialmente ou totalmente de frente, voltando-a para a direção do ataque. Essa manobra é conhecida como "recusar o flanco".
- Reforçar o flanco atacado, utilizando reservas ou tropas das partes que não estão sendo atacadas.
- Recuar toda a linha defensiva para posições secundárias, atrás das principais. Na sequência, pode ser tentado um contra-ataque.

## Batalhas vencidas usando manobras de flanco
- Batalha de Aljubarrota
- Batalha de Gaugamela